# Gorenflos
Gorenflos település Franciaországban, Somme megyében. Lakosainak száma 236 fő (2022. január 1.). Gorenflos Brucamps, Domart-en-Ponthieu, Domqueur, Ergnies, Franqueville és Surcamps községekkel határos.

## Népesség
A település népességének változása:
| Lakosok száma | 224  | 248  | 256  | 254  | 249  | 243  | 238  | 238  | 236  |
|               | 2013 | 2015 | 2016 | 2017 | 2018 | 2019 | 2020 | 2021 | 2022 |